# Steeneichthys nativitatus
Steeneichthys nativitatus är en fiskart som beskrevs av Allen, 1987. Steeneichthys nativitatus ingår i släktet Steeneichthys och familjen Plesiopidae. Inga underarter finns listade i Catalogue of Life.